# Larderello

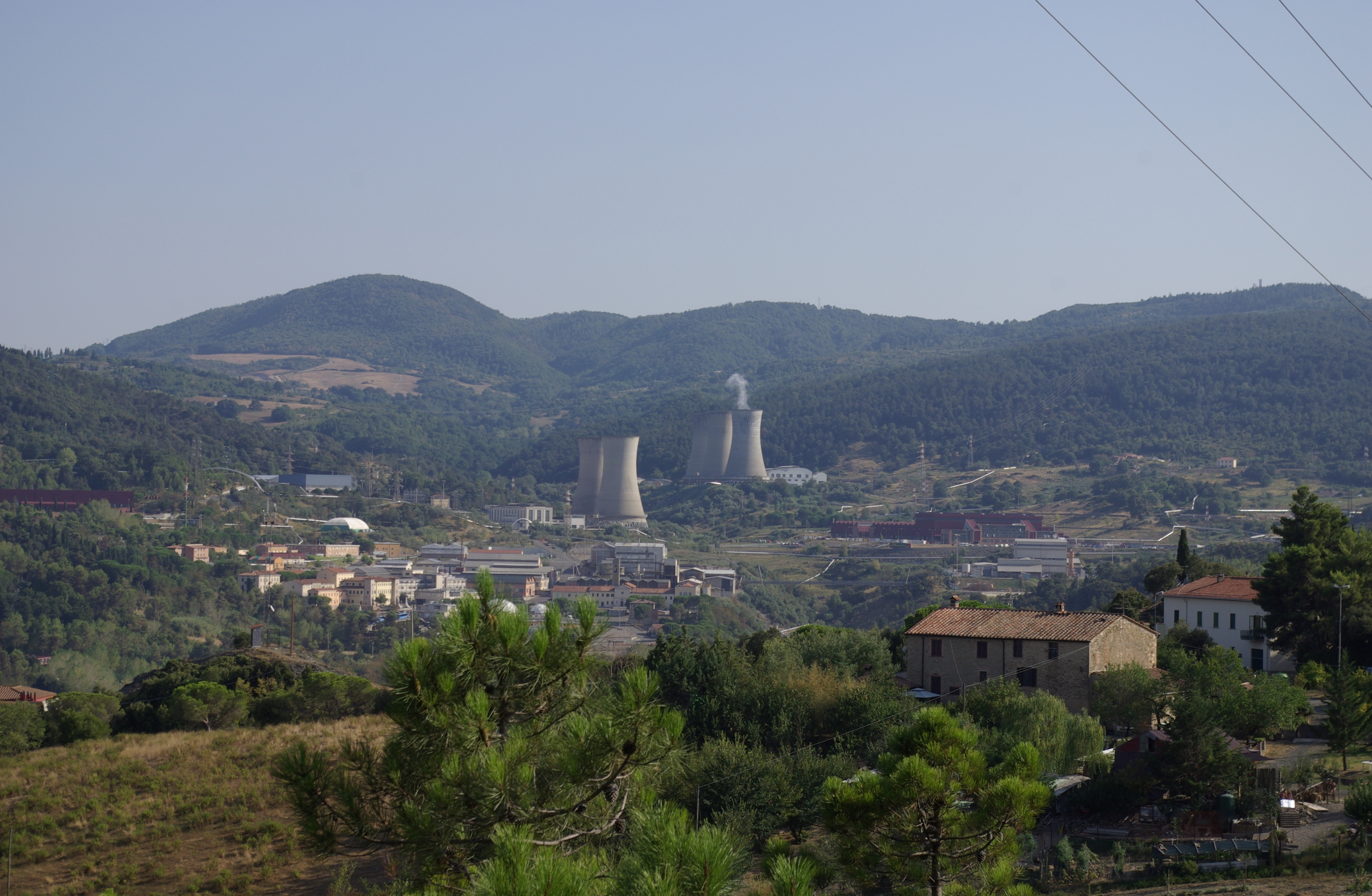
Blick über Montecerboli auf Larderello

Larderello ist ein Ortsteil (Fraktion, italienisch frazione) der Gemeinde Pomarance (Provinz Pisa) in der Toscana in Italien, der in 390 Metern Höhe über dem Meeresspiegel liegt. Larderello hat 850 Einwohner und gehört vollständig dem italienischen Stromversorger ENEL.

## Lage
Der Ort liegt im Zentrum des so genannten Tals des Teufels (ital. valle del diavolo). Dieses Gebiet auf einer Fläche von circa 200 Quadratkilometern im Tal des Cecina trägt seinen Namen von seinen borhaltigen Soffioni, das heißt herausschießenden, weißen Dampffontänen, sowie von heißen Quellen gebildeten Tümpeln und Teichen (lagoni = große Seen).

## Geschichte

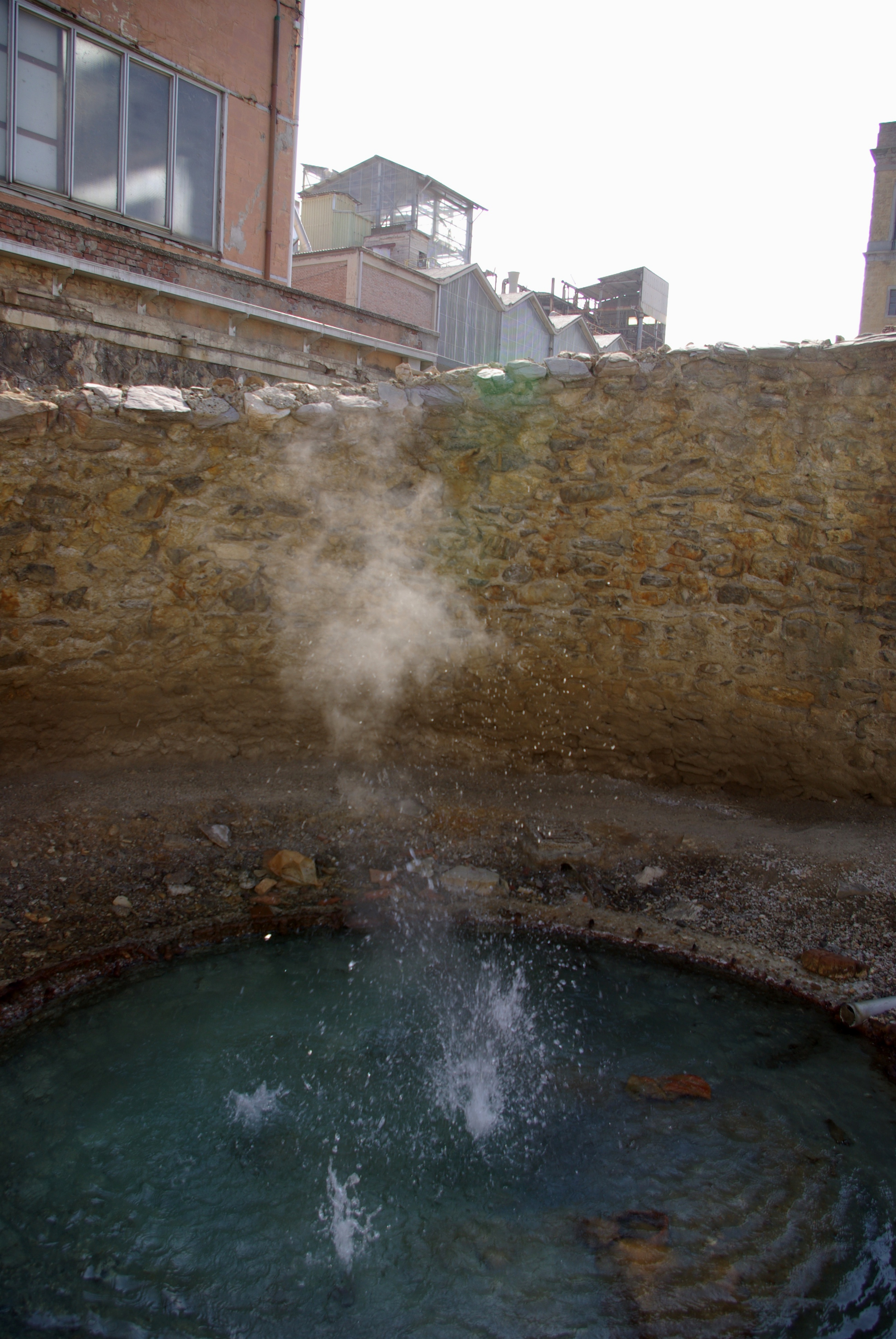
Borhaltiger Soffioni

Die Etrusker verwendeten die Borsalze, die sich aus den lagoni gewinnen ließen, als Medizin und benötigten sie als Glasur für Keramiken. Römische Quellen berichten darüber und verzeichnen die korrekte geographische Lage. Zudem war das Gebiet im Mittelalter bekannt.
Im Jahre 1282 ereignete sich in dem Krater, der heute den 250 Meter durchmessenden Lago Vecchienna bildet, eine durch vulkanische Prozesse ausgelöste Dampfexplosion, in deren Folge das Gebiet mit einer mehrere Zentimeter dicken Schicht vulkanischer Asche bedeckt wurde.
Eine Siedlung gründete aber erst im 19. Jahrhundert François Jacques de Larderel, ein Industrieller französischen Ursprungs, der hier im Jahre 1827 die Produktion von Borsäure aus den borhaltigen Quellen perfektionierte, die seit 1818 an dieser Stelle betrieben wurde. Dabei stützte er sich auf Vorstudien von Uberto Francesco Hoefer, dem Schirmherrn der toskanischen Apotheken und insoweit Berater am Hofe des Großherzogs. Kirche und Schule sind aus der ursprünglichen Siedlung noch vorhanden.

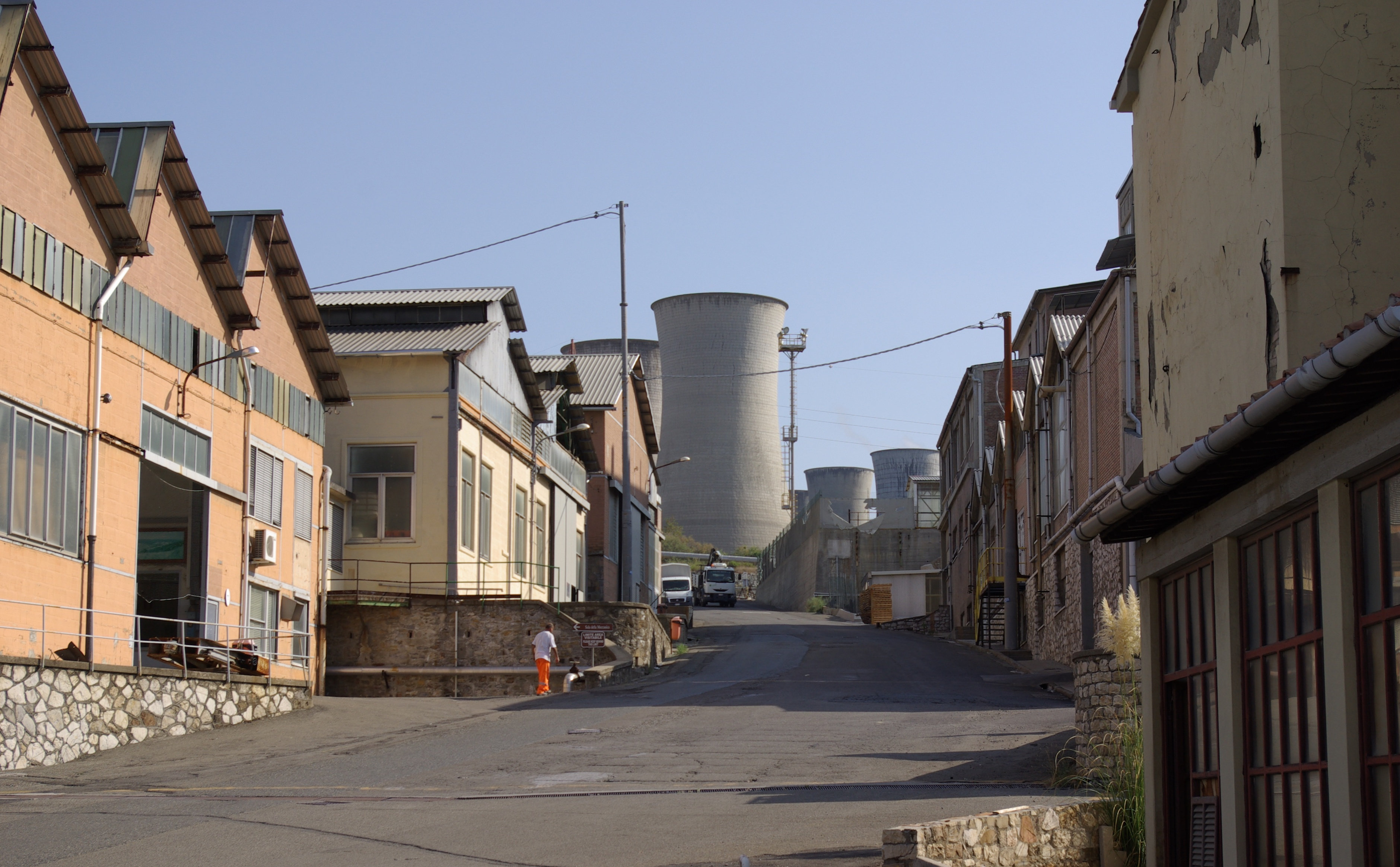
Betriebsgelände Ost

Im 20. Jahrhundert erfuhr die Erdwärme aus den Soffionen eine völlig neue Nutzung zur Stromerzeugung: 1904 wurde in Larderello das weltweit erste geothermische Kraftwerk gebaut. Die Stromgewinnung läuft seit 1913, und lange Zeit hatte Italien Alleinstellung in dieser Technologie.
Ab 1931 wurden Dampfbrunnen zur zusätzlichen Energiegewinnung gebohrt, die ab 1937 die ersten Kühltürme notwendig machten. Schrittweise ließ die Enel SpA, die das Kraftwerk seit 1962 betreibt, eine Anlage bauen, die den Dampf direkt in Turbinen leitet und heute noch immer zu den weltgrößten Erdwärmekraftwerken gehört. Durch die mehrfache Weiterentwicklung der Anlagen erzeugen die Kraftwerke inzwischen eine Gesamtleistung von 545 MW. Die von der Enel gebauten, geothermischen Kraftwerke in Larderello, Travale und am Monte Amiata erzeugen damit etwa 1,5 % der insgesamt in Italien produzierten Elektrizität. In der Toskana beträgt der Nutzungsanteil 45 %. (Stand 2006)

## Geothermisches Museum
Das 1956 eingerichtete Museum unter einem Kuppelzelt dokumentiert die Entwicklung der Borgewinnung in der Vergangenheit und der Stromerzeugung heute. Ferner können Gruppen nach Vereinbarung ein soffione sowie einen rekonstruierten lagone besichtigen. Es gibt deutschsprachige Informationsblätter über den Vulkanismus und die Geothermie in der Region.

## Typlokalität

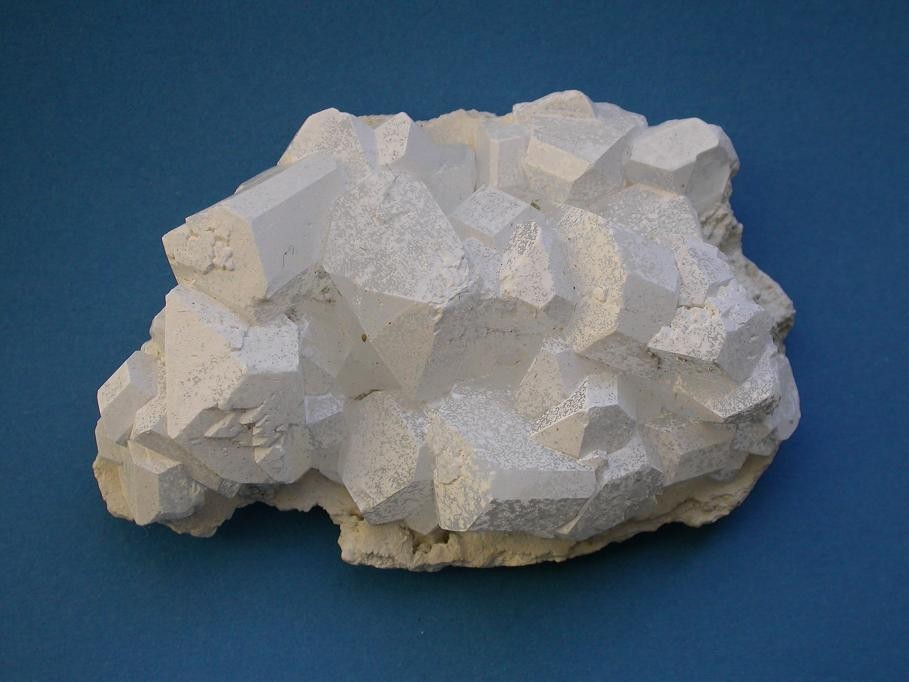
Borax aus Larderello

Larderello ist als aktive Bor-Lagerstätte ein guter Fundort für borhaltige Minerale. Neben dem bekanntesten Bormineral Borax und seinem Verwitterungsprodukt Tincalconit wurden hier unter anderem auch Datolith und Sassolin sowie verschiedene Sulfate und Silikate gefunden. Für die Minerale Ammonioborit, Biringuccit, Larderellit, Nasinit, Santit und Sborgit gilt Larderello zudem als Typlokalität.